# Chiesa di Santa Maria Annunziata (Gualtieri)
La chiesa di Santa Maria Annunziata è la parrocchiale di Pieve Saliceto, frazione di Gualtieri, in provincia di Reggio nell'Emilia e diocesi di Reggio Emilia-Guastalla.

## Storia

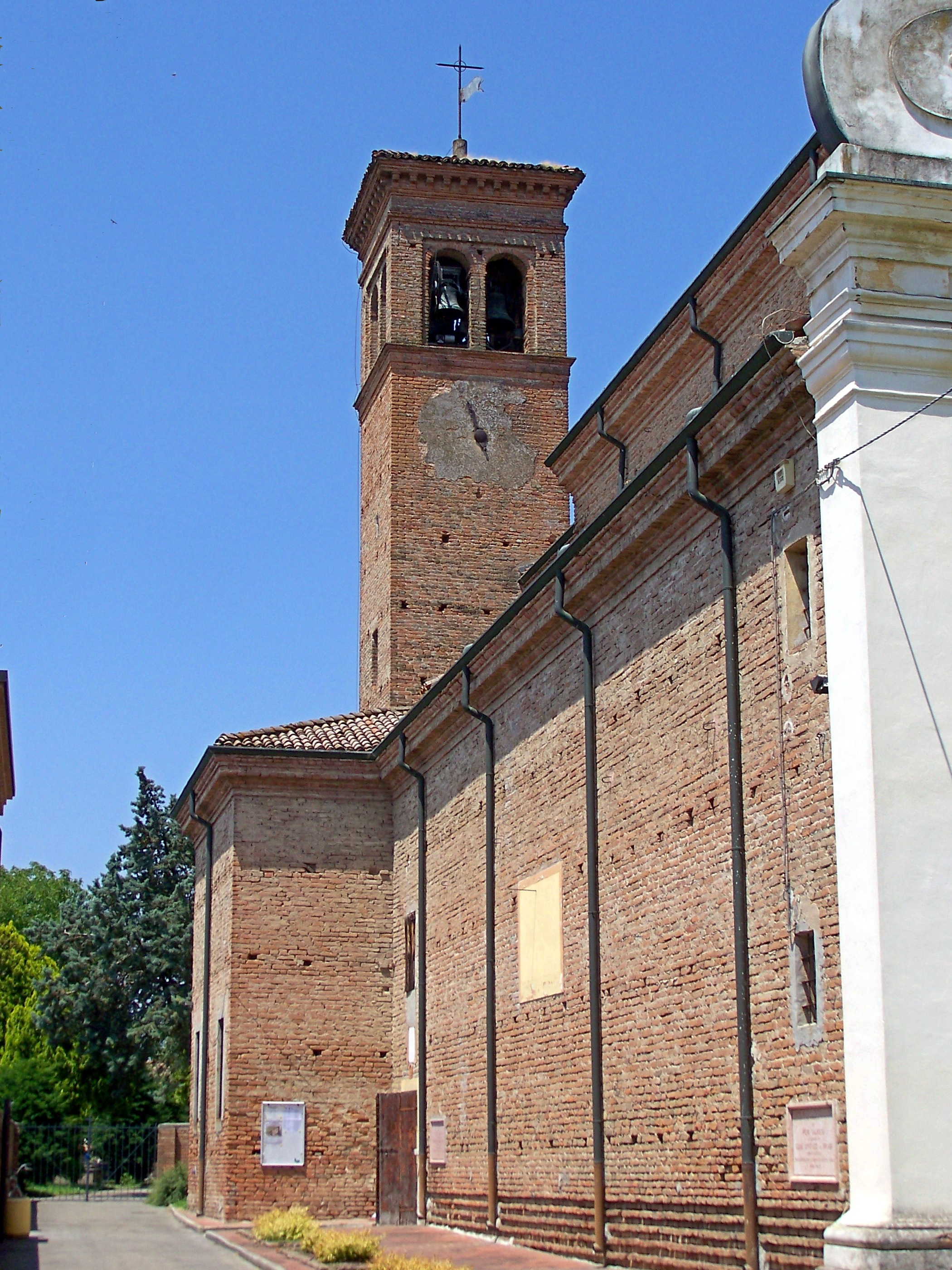
Il campanile

Sembra che la primitiva chiesa di Pieve Saliceto venne costruita nel X secolo. Da un documento del 1233 si apprende che il vicariato che faceva capo a questa chiesa comprendeva tredici parrocchie. La pieve sembra essere stata devastata da un'inondazione del Po e demolita nel 1653. 
L'attuale parrocchiale venne edificata tra il 1653 ed il 1679 riutilizzando buona parte del materiale ricavato dalla demolizione dell'antica pieve. La torre campanaria, iniziata lo stesso anno della chiesa, fu ultimata nel 1661. Tra il 1710 e il 1711 la chiesa venne ridipinta dagli imbianchini milanesi Giovanni Antonio Gallotti, Carlo Antonio Gallotti e Domenico Cedroni. La parrocchia di Pieve Saliceto passò nel 1828 dalla diocesi di Parma a quella di Reggio Emilia e, nel 1866, a quella di Guastalla. Nel 1884 fu collocato il nuovo organo e, nel 1991, l'edificio venne completamente ristrutturato.